# Уэбб, Филип Спикмен
Филип Спикмен Уэбб (англ. Philip Speakman Webb, 12 января 1831, Оксфорд — 17 апреля 1915, Уорт, Суссекс) — английский архитектор периода историзма и неостилей. Один из основателей движения «Искусства и ремёсла».

## Жизнь и творчество
Филип Спикмен Уэбб учился в Нортгемптоншире, затем работал в архитектурных фирмах в Вулвергемптоне и Рединге, близ Лондона. Переселившись в Лондон, Ф. Уэбб в 1856 году основал собственную архитектурную практику. В архитектурном бюро Дж. И. Стрита Уэбб познакомился с художником Уильямом Моррисом, основателем движения «Искусства и ремёсла». В 1859 году Филип Уэбб участвовал в проектировании строившегося при участии У. Морриса «Красного дома» в лондонском районе Бекслихит. В конце своей карьеры Ф. Уэбб ещё раз сотрудничал с У. Моррисом когда разрабатывал проект дома лондонского адвоката Джеймса Била в Стандене (Standen), Западный Суссекс. Дом спроектирован и построен в 1891—1894 годах в «староанглийском стиле» согласно концепции «Искусств и ремёсел». Интерьер украшен коврами, декоративными тканями набивного рисунка и обоями в «стиле Морриса».
В 1887 году Ф. Уэбб и У. Моррис основали «Общество защиты старинных зданий» (Society for the Protection of Ancient Buildings). Филип Уэбб написал программу общества, выезжал на строительство проектируемых объектов. По рекомендации У. Морриса Ф. Уэбб вступил в «Социалистическую лигу» и был избран её казначеем.
Близкими друзьями и меценатами архитектора были Джордж Говард, владелец замка Науорт-кастл в Камбрии и поклонник искусства прерафаэлитов (для которого Ф. Уэбб построил два дома в Камбрии и один в Лондоне), и сэр Томас Хью Белл, крупный производитель стали в Мидлсбро. Одной из наиболее известных работ, выполненных по проекту Уэбба, является реконструкция собора св. Мартина в Брэмптоне (1877, единственная церковь, в его проектной деятельности), послужившая образцом для ряда других англиканских церквей викторианской эпохи. В 1901 году Филип Уэбб прекратил архитектурную практику и поселился в деревне. Но его творчество продолжало оказывать влияние на архитектуру «староанглийского стиля», в частности на «школу рациональных строителей» круга Уильяма Летаби и Эрнста Гимсона.

## Галерея

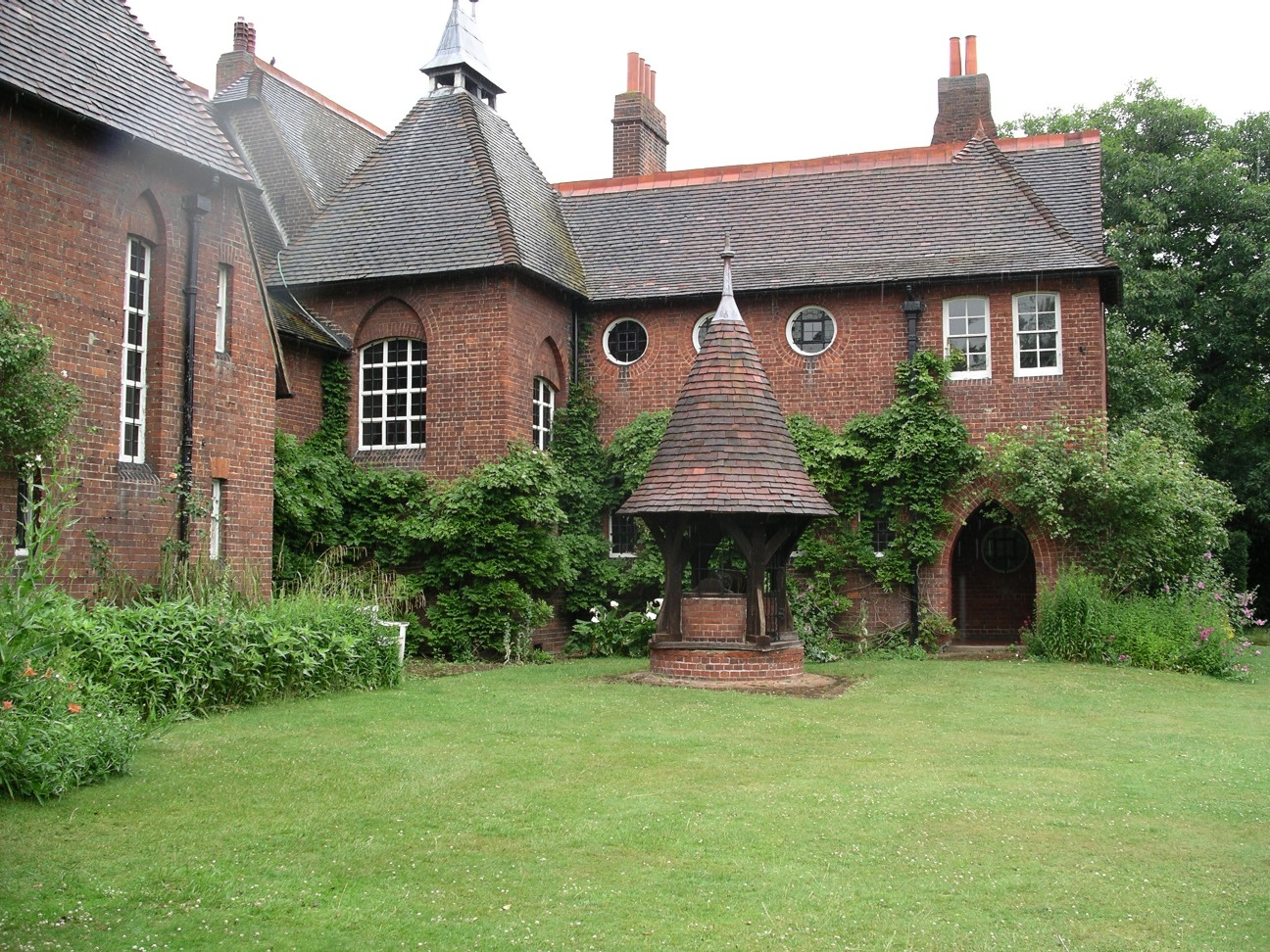
Красный дом (The Red House). 1859—1860. Бекслихит, Лондон
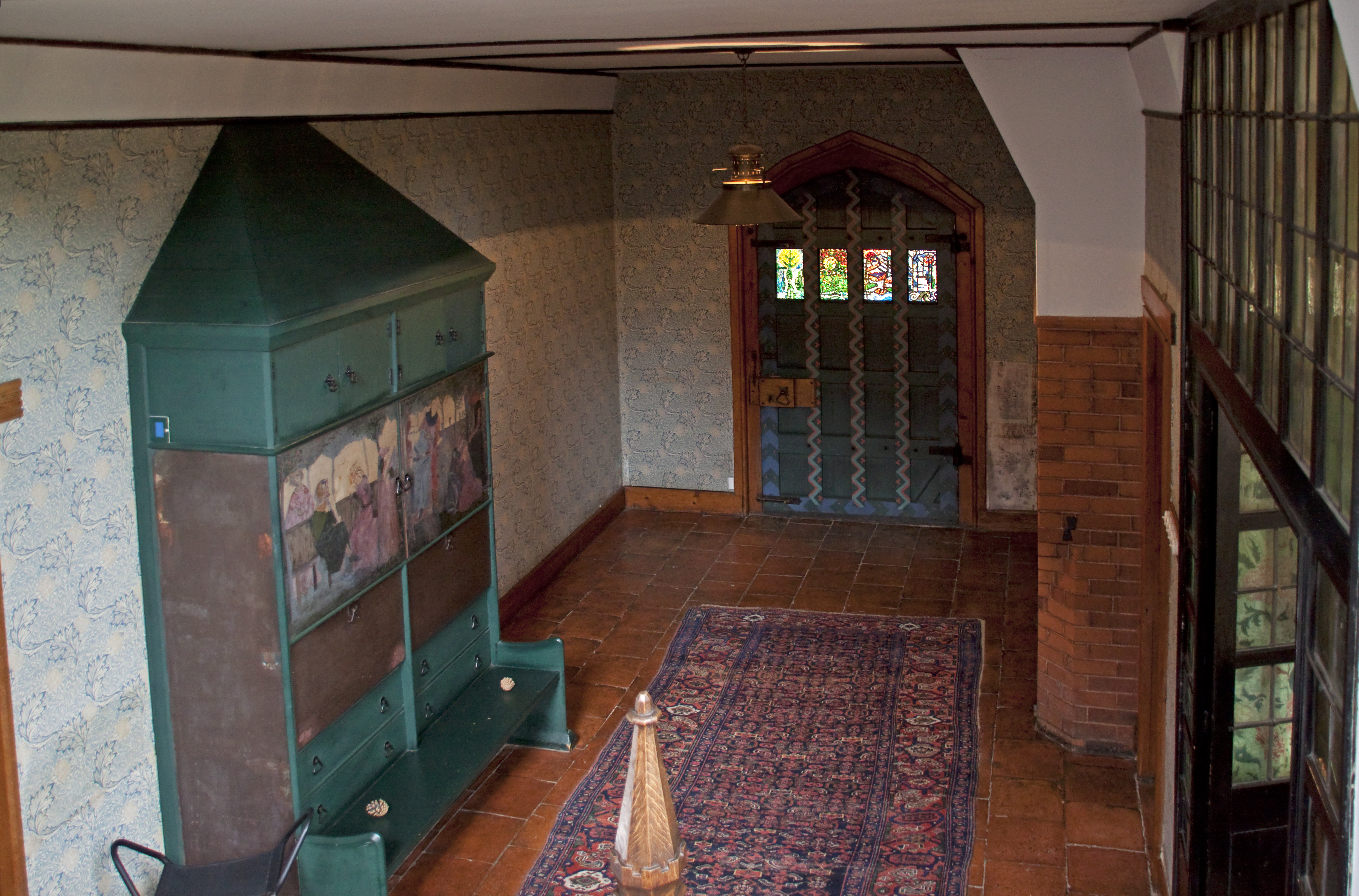
Красный дом. Вестибюль
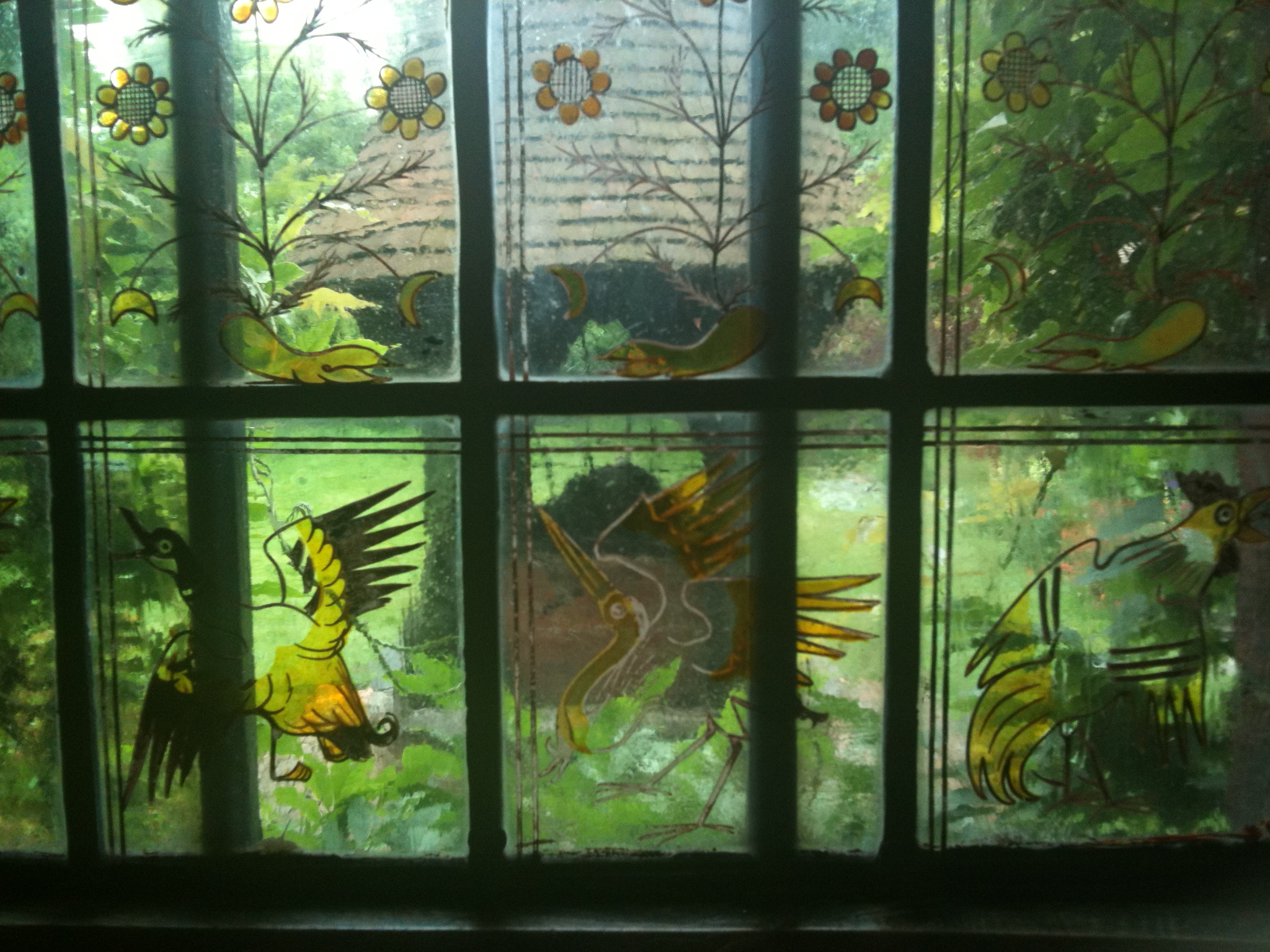
Окно. Красный дом
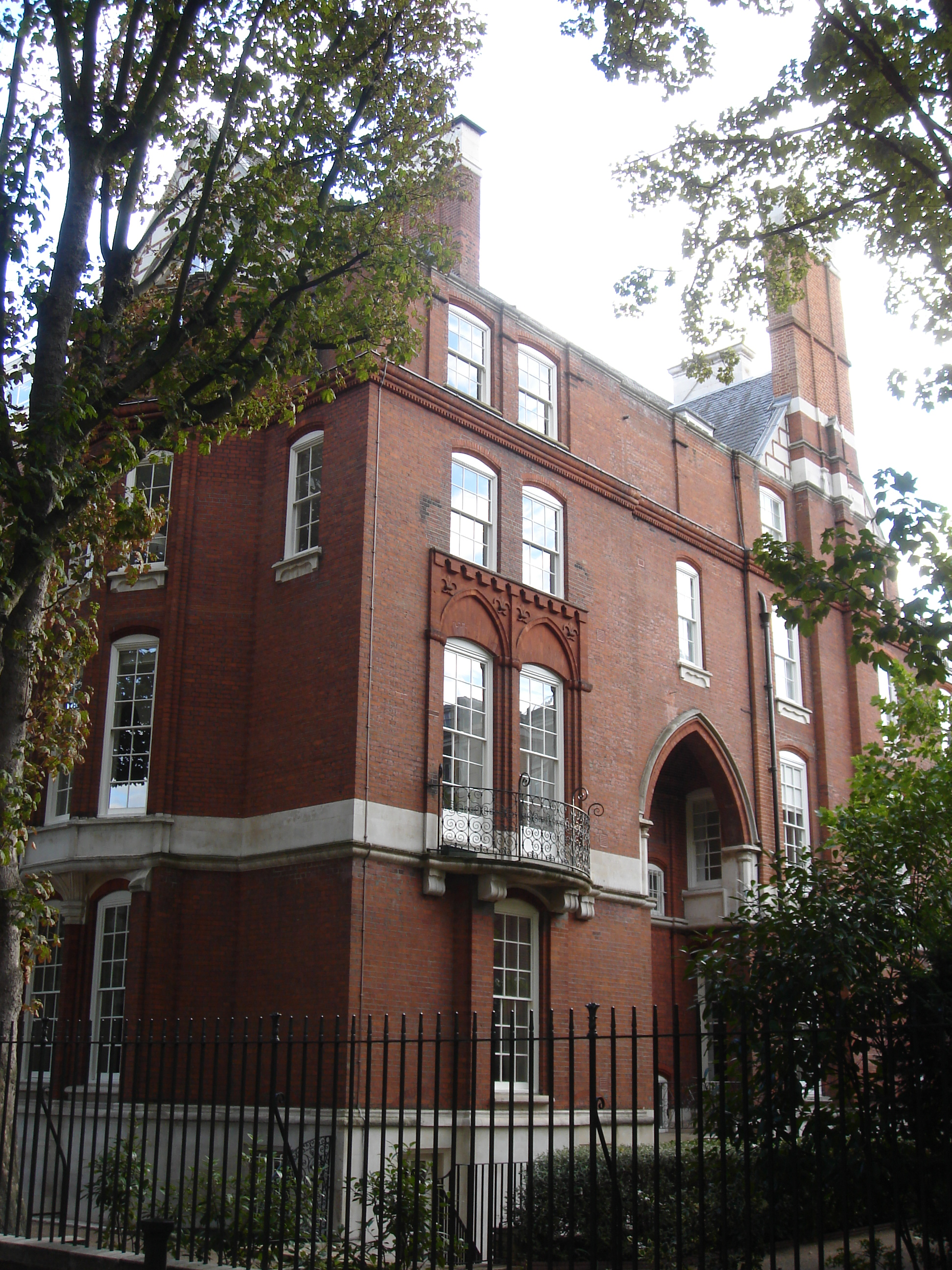
Palace Green. 1867–1868. Кенсингтон, Лондон
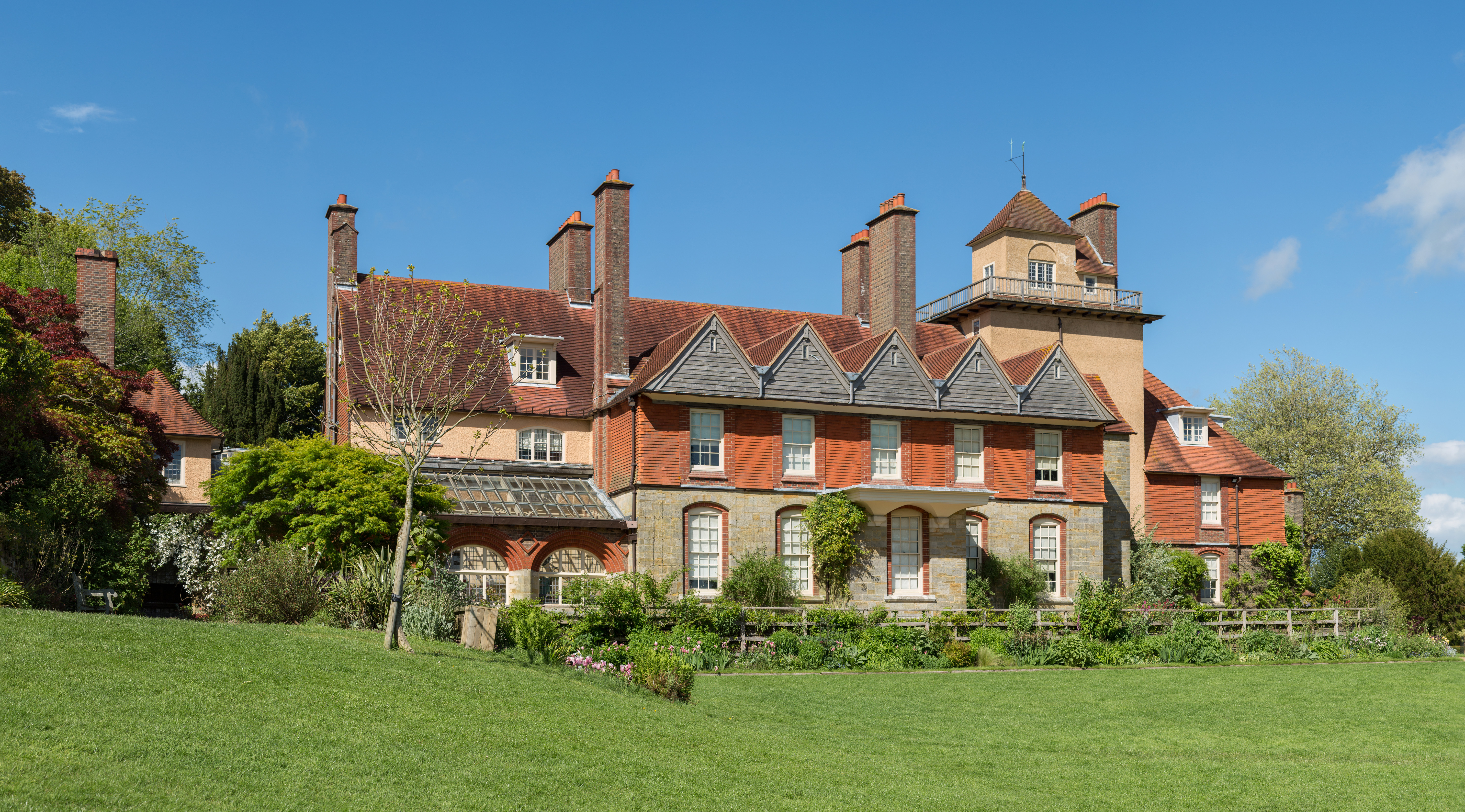
Станден. Дом Джеймса Била. 1892 – 1894. Западный Суссекс, Англия.
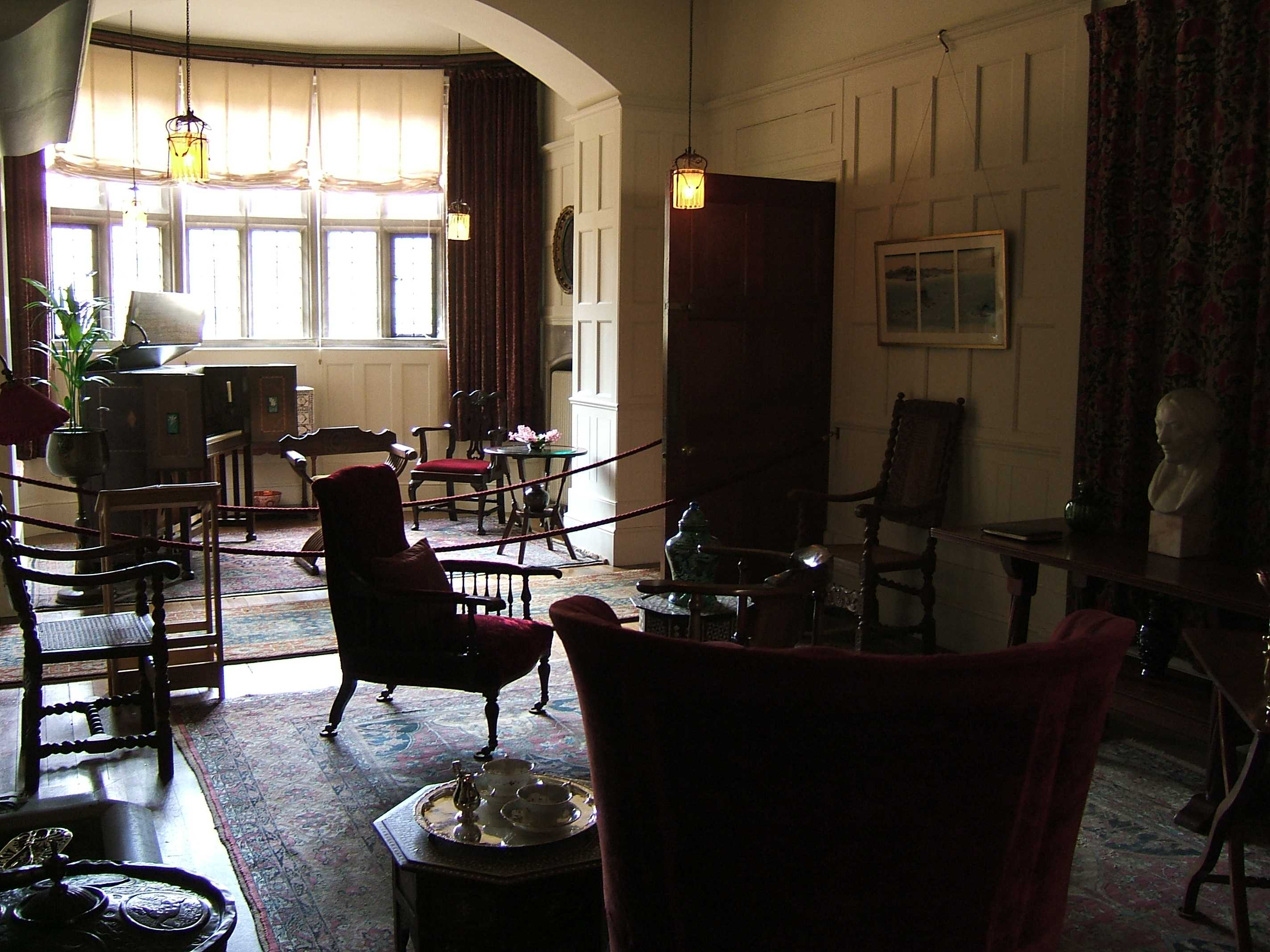
Интерьер дома Джеймса Била
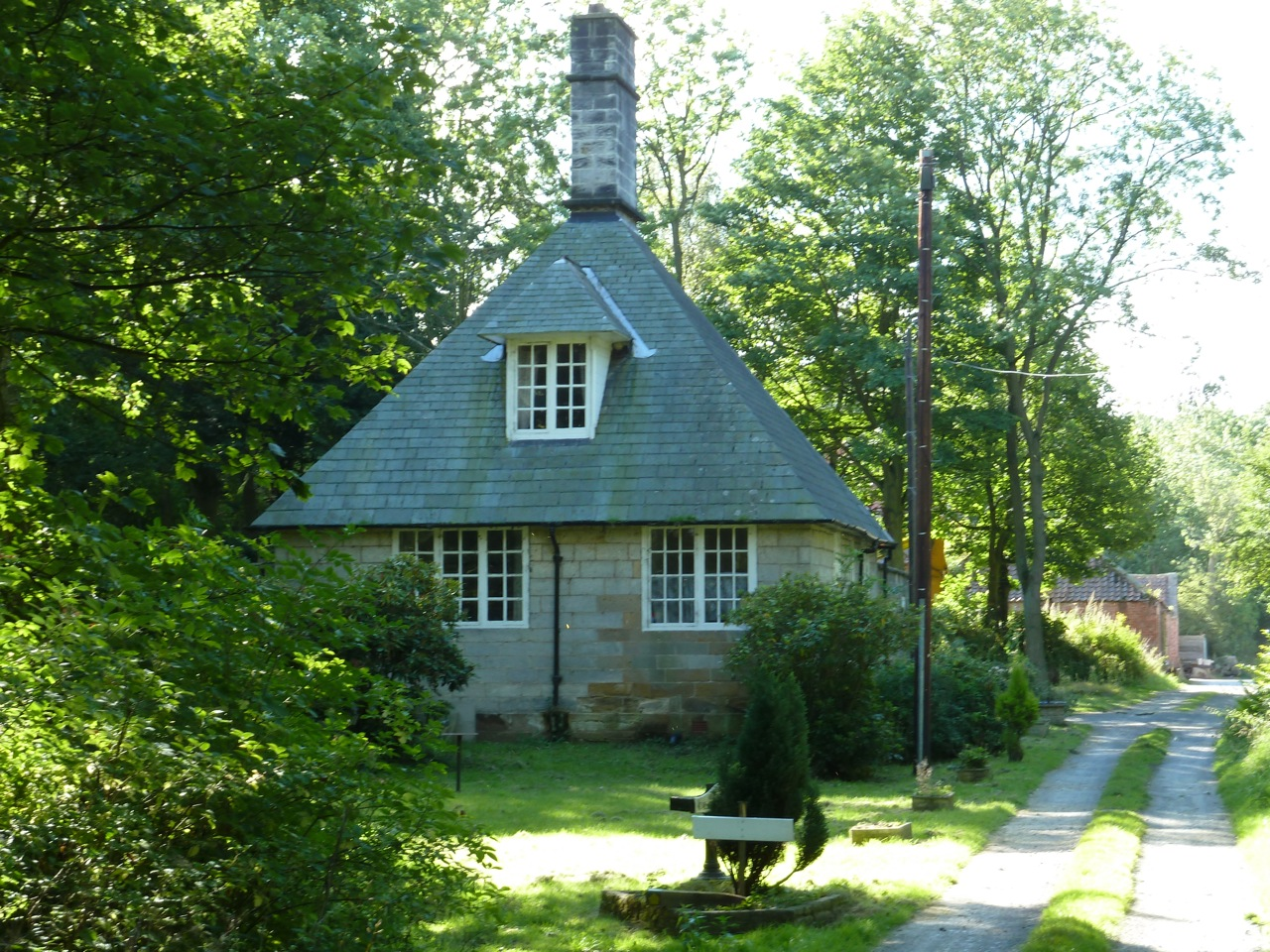
«Старая лоджия». 1872. Rounton Grange. Северный Йоркшир, Англия